# Aleptinoides ochrea
Aleptinoides ochrea là một loài bướm đêm trong họ Noctuidae.